# Burning Organ
Burning Organ è il quinto album in studio del chitarrista statunitense Paul Gilbert, pubblicato nel 2002.

## Tracce
Testi e musiche di Paul Gilbert, eccetto dove indicato.
1. I Like Rock – 2:09
2. My Religion – 3:20
3. Bliss – 5:10
4. Suicide Lover – 3:03 (Gilbert, Linus of Hollywood)
5. Friday Night (Say Yeah) – 2:42
6. I Am Satan – 5:21 (Gilbert, Linus of Hollywood)
7. G.V.R.O. (strumentale) – 1:01 (Traditional)
8. My Drum – 4:23
9. Amy is Amazing – 4:19
10. Muscle Car – 3:34
11. I Feel Love (cover di Donna Summer) – 3:26 (Pete Bellotte, Giorgio Moroder, Donna Summer)
12. Burning Organ – 5:22
13. Keep on Keepin' on – 4:38 (Gilbert, Linus of Hollywood)

## Formazione
- Paul Gilbert – voce, chitarra
- David Richardson – pianoforte, organo
- Mike Szuter – basso, cori
- Linus of Hollywood – tastiere, cori
- Marco Minnemann – batteria